# 維夏克羅皮夫納
48°54′21″N 29°9′1″E / 48.90583°N 29.15028°E
維夏克羅皮夫納（烏克蘭語：Вища Кропивна），是烏克蘭西南部的村莊，隸屬文尼察州的文尼察區。該村始建於1635年，面積2.81平方公里，海拔高度203米，2001年人口642，人口密度每平方公里228.63人。